# Yatesbury
Yatesbury är en by i civil parish Cherhill, i distriktet Wiltshire, i grevskapet Wiltshire, i England. Byn är belägen 14 km från Chippenham. Yatesbury var en civil parish fram till 1934 när blev den en del av Cherhill. Civil parish hade 140 invånare år 1931. Byn nämndes i Domedagsboken (Domesday Book) år 1086, och kallades då Etesberie.